# Висарион Гревенски
Висарион (на гръцки: Βησσαρίων) е православен духовник, митрополит на Охридската архиепископия от средата на XVII век.

## Биография
Според Хайнрих Гелцер и „Еко д'Ориан“ Висарион е споменат като гревенски митрополит в 1652 година.